# François Mesgnien
François Mesgnien (Menin, Meninski) est un orientaliste et diplomate polonais d'origine lorraine dont le dictionnaire multilingue Thesaurus linguarum orientalium, Turcicae, Arabicae, Persicae fit référence de la fin du XVIIe au XVIIIe s.

## Vie
Né en 1623 en Lorraine appartenant alors au Saint Empire, développe rapidement une connaissance profuse des langues. Il étudie à Rome sous la direction de Giattino. À l'âge de 30 ans, il accompagne l'ambassadeur polonais à Constantinople et y apprend le turc avec comme maître de langue Wojciech Bobowski (Albertus Bobovius) et Ahmed. Il obtient le poste de premier traducteur de cette ambassade deux ans seulement après son arrivée et entre en fonction peu après.
Après un séjour en Pologne, il est envoyé comme Ambassadeur de Pologne auprès de la Porte. Il est alors naturalisé et modifie son nom qui devient Meninski.
Il accomplit ensuite de nombreux services pour le Saint Empire, tant en tant que traducteur que pour des missions de diplomatie. En 1669, il voyage à Jérusalem et est fait chevalier du Saint-Sépulcre.
À son retour à Vienne, il est fait premier traducteur de l'Empire, et conseiller de guerre de l'empereur. Il meurt à 75 ans en 1698.
Son œuvre majeure, le Thesaurus linguarum orientalium est publié à Vienne en 1680, en 4 volumes, auxquels fut ajouté en 1687 un nouveau volume Complementum Thesauri linguarum orientalium, seu onomasticum Latino-Turcico-Arabico-Persicum. Devenu extrêmement rare après le siège de Vienne, une nouvelle réédition en fut faite en 1780 sous le titre Francisci a Mesgnien Meninski Lexicon Arabico-Persico-Turcicum, adjecta ad singulas voces et phrases interpretatione Latina, ad usitatiores, etiam Italica.

## Œuvres
- Thesaurus linguarum orientalium, Turcicae, Arabicae, Persicae … et grammatica Turcica cum adjectis ad singula ejus capita praeceptis grammaticis Arabicae et Persicae linguae etc, Vienne, Autriche, 1680-1687. En ligne (+la Grammatica Turcica) sur Google livres et aussi en ligne sur Bayerische StaatsBibliothek digital, Bayerische Staatsbibliothek.